# Spreewald

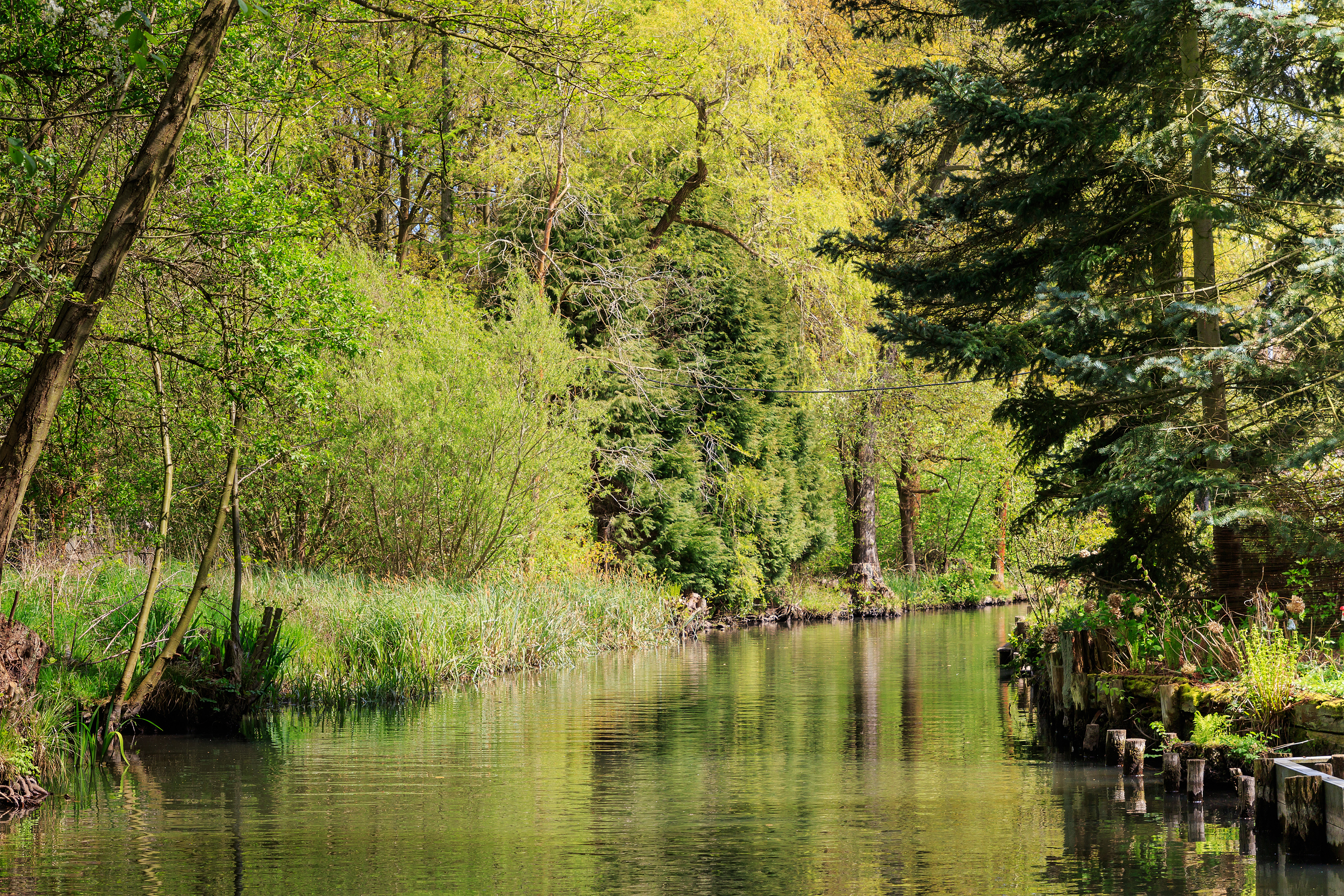
Kanaal in het Spreewald

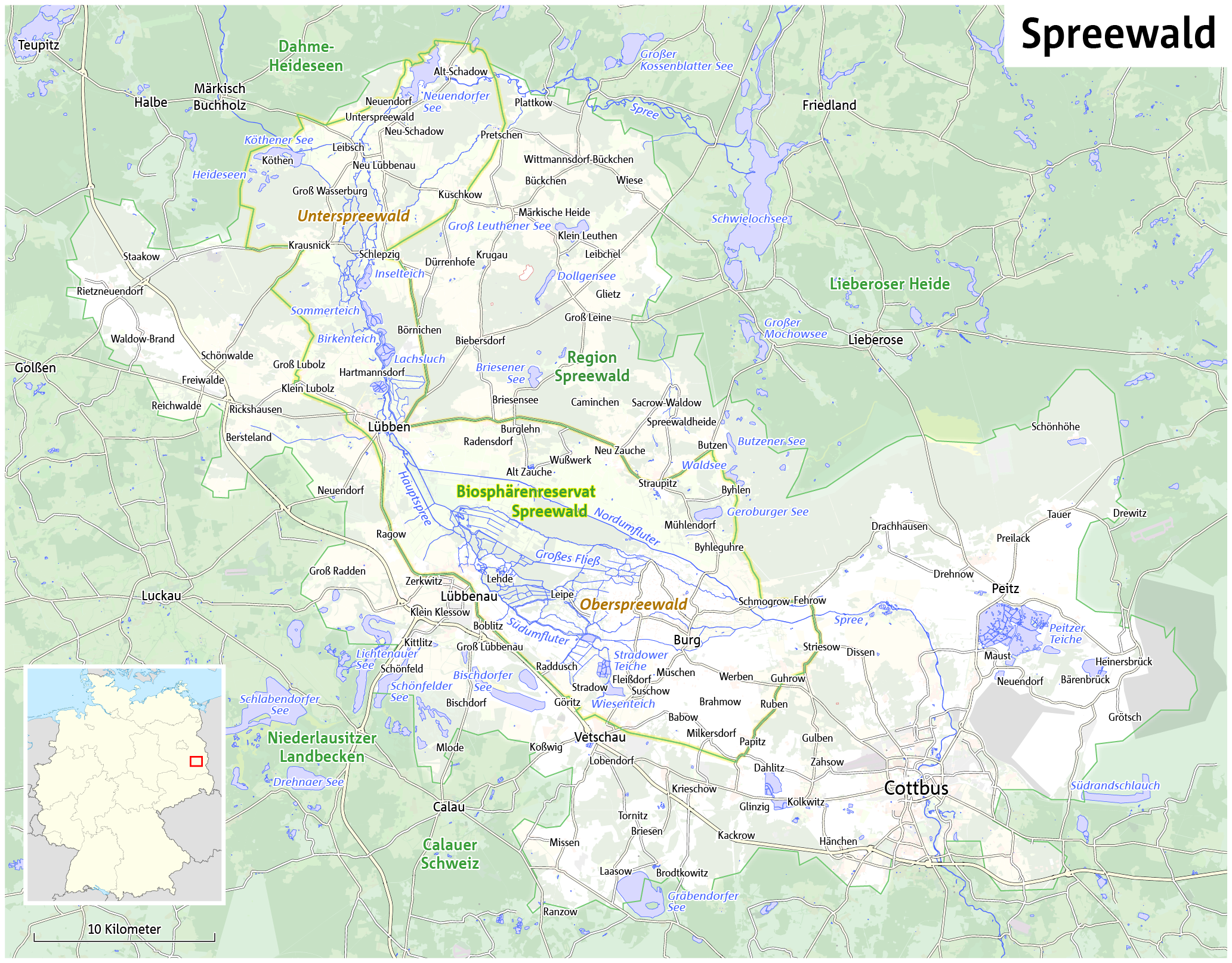

Het Spreewald is een bosrijk veengebied in het zuidoosten van de Duitse deelstaat Brandenburg in een tamelijk vlak gebied op een hoogte tussen circa 50 en 150 meter.
Het landschap van het Spreewald is ontstaan als gevolg van de laatste ijstijd, het Weichselien. Het gebied is gevormd door de vele vertakkingen van de rivier de Spree; daarnaast zijn voor de ontwatering van het gebied vele kleine kanalen aangelegd. De totale lengte van de waterlopen bedraagt meer dan 970 km. Sinds 1991 is het Spreewald door de UNESCO erkend als biosfeerreservaat.
Het gebied van het Spreewald is dunbevolkt. Hier woont een groot deel van de Sorbische minderheid in Duitsland.
In het stadje Lübbenau, aan de zuidwestkant van het Spreewald,  staat het Spreewaldmuseum, dat o.a. aan de geschiedenis van dit gebied is gewijd. 
Toeristen bezoeken het gebied met name 's zomers om er, evenals in de Nederlandse plaats Giethoorn, in kleine bootjes (Kähne) rondvaarten over de kanalen te maken.